# عملة ربع دينار أردني
عملة ربع دينار أردني هي أحد الفئات النقدية للدينار الأردني، وتُعد من فئات النظام النقدي المحلي، كان أول إصدار لهذه الفئة في عام 1969، وتبع ذلك عدة إصدارات.

## الإصدارات المعدنية
| \| \|                                                                         | \| \|                                                                         | \| \|                                                | \| \|                                                | \| \| |
| ----------------------------------------------------------------------------- | ----------------------------------------------------------------------------- | ---------------------------------------------------- | ---------------------------------------------------- | ----- |
| ¼ دينار أردني معدني (1970)                                                    |                                                                               |                                                      |                                                      |       |
| الوجه : THE HASHEMITE KINGDOM OF JORDAN 1390 - 1970 QUARTER DINAR . ربع دينار | الوجه : THE HASHEMITE KINGDOM OF JORDAN 1390 - 1970 QUARTER DINAR . ربع دينار | العكس : الحسين بن طلال ملك المملكة الأردنية الهاشمية | العكس : الحسين بن طلال ملك المملكة الأردنية الهاشمية |       |
| الكتلة 17 غ                                                                   | المعدن نحاس - نيكل                                                            | القطر 34 مم                                          | السُمك 2 مم                                           |       |
| المصمم(ون)                                                                    | المصمم(ون)                                                                    | الحواف مسكوكة                                        | الحواف مسكوكة                                        |       |
| الطرازات 1970                                                                 | الطرازات 1970                                                                 | القيمة الاسمية 0.25 دينار أردني                      | القيمة الاسمية 0.25 دينار أردني                      |       |
|                                                                               |                                                                               |                                                      |                                                      |       |

| \| \|                                                                         | \| \|                                                                         | \| \|                                                | \| \|                                                | \| \| |
| ----------------------------------------------------------------------------- | ----------------------------------------------------------------------------- | ---------------------------------------------------- | ---------------------------------------------------- | ----- |
| ¼ دينار أردني معدني (1975)                                                    |                                                                               |                                                      |                                                      |       |
| الوجه : THE HASHEMITE KINGDOM OF JORDAN 1395 - 1975 QUARTER DINAR . ربع دينار | الوجه : THE HASHEMITE KINGDOM OF JORDAN 1395 - 1975 QUARTER DINAR . ربع دينار | العكس : الحسين بن طلال ملك المملكة الأردنية الهاشمية | العكس : الحسين بن طلال ملك المملكة الأردنية الهاشمية |       |
| الكتلة 17 غ                                                                   | المعدن نحاس - نيكل                                                            | القطر 34 مم                                          | السُمك 2 مم                                           |       |
| المصمم(ون)                                                                    | المصمم(ون)                                                                    | الحواف مسكوكة                                        | الحواف مسكوكة                                        |       |
| الطرازات 1975                                                                 | الطرازات 1975                                                                 | القيمة الاسمية 0.25 دينار أردني                      | القيمة الاسمية 0.25 دينار أردني                      |       |
|                                                                               |                                                                               |                                                      |                                                      |       |

| \| \|                                                                         | \| \|                                                                         | \| \|                                                | \| \|                                                | \| \| |
| ----------------------------------------------------------------------------- | ----------------------------------------------------------------------------- | ---------------------------------------------------- | ---------------------------------------------------- | ----- |
| ¼ دينار أردني معدني (1978)                                                    |                                                                               |                                                      |                                                      |       |
| الوجه : THE HASHEMITE KINGDOM OF JORDAN 1398 - 1978 QUARTER DINAR . ربع دينار | الوجه : THE HASHEMITE KINGDOM OF JORDAN 1398 - 1978 QUARTER DINAR . ربع دينار | العكس : الحسين بن طلال ملك المملكة الأردنية الهاشمية | العكس : الحسين بن طلال ملك المملكة الأردنية الهاشمية |       |
| الكتلة 17 غ                                                                   | المعدن نحاس - نيكل                                                            | القطر 34 مم                                          | السُمك 2.4 مم                                         |       |
| المصمم(ون)                                                                    | المصمم(ون)                                                                    | الحواف مسكوكة                                        | الحواف مسكوكة                                        |       |
| الطرازات 1978                                                                 | الطرازات 1978                                                                 | القيمة الاسمية 0.25 دينار أردني                      | القيمة الاسمية 0.25 دينار أردني                      |       |
|                                                                               |                                                                               |                                                      |                                                      |       |

| \| \|                                                                         | \| \|                                                                         | \| \|                                                | \| \|                                                | \| \| |
| ----------------------------------------------------------------------------- | ----------------------------------------------------------------------------- | ---------------------------------------------------- | ---------------------------------------------------- | ----- |
| ¼ دينار أردني معدني (1981)                                                    |                                                                               |                                                      |                                                      |       |
| الوجه : THE HASHEMITE KINGDOM OF JORDAN 1401 - 1981 QUARTER DINAR . ربع دينار | الوجه : THE HASHEMITE KINGDOM OF JORDAN 1401 - 1981 QUARTER DINAR . ربع دينار | العكس : الحسين بن طلال ملك المملكة الأردنية الهاشمية | العكس : الحسين بن طلال ملك المملكة الأردنية الهاشمية |       |
| الكتلة 17 غ                                                                   | المعدن نحاس - نيكل                                                            | القطر 34 مم                                          | السُمك 2.4 مم                                         |       |
| المصمم(ون)                                                                    | المصمم(ون)                                                                    | الحواف مسكوكة                                        | الحواف مسكوكة                                        |       |
| الطرازات 1981                                                                 | الطرازات 1981                                                                 | القيمة الاسمية 0.25 دينار أردني                      | القيمة الاسمية 0.25 دينار أردني                      |       |
|                                                                               |                                                                               |                                                      |                                                      |       |

| \| \|                                                                         | \| \|                                                                         | \| \|                                                | \| \|                                                | \| \| |
| ----------------------------------------------------------------------------- | ----------------------------------------------------------------------------- | ---------------------------------------------------- | ---------------------------------------------------- | ----- |
| ¼ دينار أردني معدني (1985)                                                    |                                                                               |                                                      |                                                      |       |
| الوجه : THE HASHEMITE KINGDOM OF JORDAN 1406 - 1985 QUARTER DINAR . ربع دينار | الوجه : THE HASHEMITE KINGDOM OF JORDAN 1406 - 1985 QUARTER DINAR . ربع دينار | العكس : الحسين بن طلال ملك المملكة الأردنية الهاشمية | العكس : الحسين بن طلال ملك المملكة الأردنية الهاشمية |       |
| الكتلة 17 غ                                                                   | المعدن نحاس - نيكل                                                            | القطر 34 مم                                          | السُمك 2.4 مم                                         |       |
| المصمم(ون)                                                                    | المصمم(ون)                                                                    | الحواف مسكوكة                                        | الحواف مسكوكة                                        |       |
| الطرازات 1985                                                                 | الطرازات 1985                                                                 | القيمة الاسمية 0.25 دينار أردني                      | القيمة الاسمية 0.25 دينار أردني                      |       |
|                                                                               |                                                                               |                                                      |                                                      |       |

| \| \|                                                               | \| \|                                                               | \| \|                                                | \| \|                                                | \| \| |
| ------------------------------------------------------------------- | ------------------------------------------------------------------- | ---------------------------------------------------- | ---------------------------------------------------- | ----- |
| ¼ دينار أردني معدني (1996)                                          |                                                                     |                                                      |                                                      |       |
| الوجه : 1/4 QUARTER DINAR THE HASHEMITE KINGDOM OF JORDAN ربع دينار | الوجه : 1/4 QUARTER DINAR THE HASHEMITE KINGDOM OF JORDAN ربع دينار | العكس : الحسين بن طلال ملك المملكة الأردنية الهاشمية | العكس : الحسين بن طلال ملك المملكة الأردنية الهاشمية |       |
| الكتلة 7.3 غ                                                        | المعدن نيكل - نحاس أصفر                                             | القطر 26.5 مم                                        | السُمك 1.75 مم                                        |       |
| المصمم(ون)                                                          | المصمم(ون)                                                          | الحواف ملساء                                         | الحواف ملساء                                         |       |
| الطرازات 1996                                                       | الطرازات 1996                                                       | القيمة الاسمية 0.25 دينار أردني                      | القيمة الاسمية 0.25 دينار أردني                      |       |
|                                                                     |                                                                     |                                                      |                                                      |       |

| \| \|                                                               | \| \|                                                               | \| \|                                                | \| \|                                                | \| \| |
| ------------------------------------------------------------------- | ------------------------------------------------------------------- | ---------------------------------------------------- | ---------------------------------------------------- | ----- |
| ¼ دينار أردني معدني (1997)                                          |                                                                     |                                                      |                                                      |       |
| الوجه : 1/4 QUARTER DINAR THE HASHEMITE KINGDOM OF JORDAN ربع دينار | الوجه : 1/4 QUARTER DINAR THE HASHEMITE KINGDOM OF JORDAN ربع دينار | العكس : الحسين بن طلال ملك المملكة الأردنية الهاشمية | العكس : الحسين بن طلال ملك المملكة الأردنية الهاشمية |       |
| الكتلة 7.3 غ                                                        | المعدن نيكل - نحاس أصفر                                             | القطر 26.5 مم                                        | السُمك 1.75 مم                                        |       |
| المصمم(ون)                                                          | المصمم(ون)                                                          | الحواف ملساء                                         | الحواف ملساء                                         |       |
| الطرازات 1997                                                       | الطرازات 1997                                                       | القيمة الاسمية 0.25 دينار أردني                      | القيمة الاسمية 0.25 دينار أردني                      |       |
|                                                                     |                                                                     |                                                      |                                                      |       |

| \| \|                                                               | \| \|                                                               | \| \|                                                           | \| \|                                                           | \| \| |
| ------------------------------------------------------------------- | ------------------------------------------------------------------- | --------------------------------------------------------------- | --------------------------------------------------------------- | ----- |
| ¼ دينار أردني معدني (2004)                                          |                                                                     |                                                                 |                                                                 |       |
| الوجه : 1/4 QUARTER DINAR THE HASHEMITE KINGDOM OF JORDAN ربع دينار | الوجه : 1/4 QUARTER DINAR THE HASHEMITE KINGDOM OF JORDAN ربع دينار | العكس : عبدالله الثاني ابن الحسين ملك المملكة الأردنية الهاشمية | العكس : عبدالله الثاني ابن الحسين ملك المملكة الأردنية الهاشمية |       |
| الكتلة 7.4 غ                                                        | المعدن نيكل - نحاس أصفر                                             | القطر 26.5 مم                                                   | السُمك 2 مم                                                      |       |
| المصمم(ون)                                                          | المصمم(ون)                                                          | الحواف ملساء                                                    | الحواف ملساء                                                    |       |
| الطرازات 2004                                                       | الطرازات 2004                                                       | القيمة الاسمية 0.25 دينار أردني                                 | القيمة الاسمية 0.25 دينار أردني                                 |       |
|                                                                     |                                                                     |                                                                 |                                                                 |       |

| \| \|                                                               | \| \|                                                               | \| \|                                                           | \| \|                                                           | \| \| |
| ------------------------------------------------------------------- | ------------------------------------------------------------------- | --------------------------------------------------------------- | --------------------------------------------------------------- | ----- |
| ¼ دينار أردني معدني (2006)                                          |                                                                     |                                                                 |                                                                 |       |
| الوجه : 1/4 QUARTER DINAR THE HASHEMITE KINGDOM OF JORDAN ربع دينار | الوجه : 1/4 QUARTER DINAR THE HASHEMITE KINGDOM OF JORDAN ربع دينار | العكس : عبدالله الثاني ابن الحسين ملك المملكة الأردنية الهاشمية | العكس : عبدالله الثاني ابن الحسين ملك المملكة الأردنية الهاشمية |       |
| الكتلة 7.4 غ                                                        | المعدن نيكل - نحاس أصفر                                             | القطر 26.5 مم                                                   | السُمك 2 مم                                                      |       |
| المصمم(ون)                                                          | المصمم(ون)                                                          | الحواف ملساء                                                    | الحواف ملساء                                                    |       |
| الطرازات 2006                                                       | الطرازات 2006                                                       | القيمة الاسمية 0.25 دينار أردني                                 | القيمة الاسمية 0.25 دينار أردني                                 |       |
|                                                                     |                                                                     |                                                                 |                                                                 |       |

| \| \|                                                               | \| \|                                                               | \| \|                                                           | \| \|                                                           | \| \| |
| ------------------------------------------------------------------- | ------------------------------------------------------------------- | --------------------------------------------------------------- | --------------------------------------------------------------- | ----- |
| ¼ دينار أردني معدني (2008)                                          |                                                                     |                                                                 |                                                                 |       |
| الوجه : 1/4 QUARTER DINAR THE HASHEMITE KINGDOM OF JORDAN ربع دينار | الوجه : 1/4 QUARTER DINAR THE HASHEMITE KINGDOM OF JORDAN ربع دينار | العكس : عبدالله الثاني ابن الحسين ملك المملكة الأردنية الهاشمية | العكس : عبدالله الثاني ابن الحسين ملك المملكة الأردنية الهاشمية |       |
| الكتلة 7.4 غ                                                        | المعدن نيكل - نحاس أصفر                                             | القطر 26.5 مم                                                   | السُمك 2 مم                                                      |       |
| المصمم(ون)                                                          | المصمم(ون)                                                          | الحواف ملساء                                                    | الحواف ملساء                                                    |       |
| الطرازات 2008                                                       | الطرازات 2008                                                       | القيمة الاسمية 0.25 دينار أردني                                 | القيمة الاسمية 0.25 دينار أردني                                 |       |
|                                                                     |                                                                     |                                                                 |                                                                 |       |

| \| \|                                                               | \| \|                                                               | \| \|                                                           | \| \|                                                           | \| \| |
| ------------------------------------------------------------------- | ------------------------------------------------------------------- | --------------------------------------------------------------- | --------------------------------------------------------------- | ----- |
| ¼ دينار أردني معدني (2009)                                          |                                                                     |                                                                 |                                                                 |       |
| الوجه : 1/4 QUARTER DINAR THE HASHEMITE KINGDOM OF JORDAN ربع دينار | الوجه : 1/4 QUARTER DINAR THE HASHEMITE KINGDOM OF JORDAN ربع دينار | العكس : عبدالله الثاني ابن الحسين ملك المملكة الأردنية الهاشمية | العكس : عبدالله الثاني ابن الحسين ملك المملكة الأردنية الهاشمية |       |
| الكتلة 7.4 غ                                                        | المعدن نيكل - نحاس أصفر                                             | القطر 26.5 مم                                                   | السُمك 2 مم                                                      |       |
| المصمم(ون)                                                          | المصمم(ون)                                                          | الحواف ملساء                                                    | الحواف ملساء                                                    |       |
| الطرازات 2009                                                       | الطرازات 2009                                                       | القيمة الاسمية 0.25 دينار أردني                                 | القيمة الاسمية 0.25 دينار أردني                                 |       |
|                                                                     |                                                                     |                                                                 |                                                                 |       |

| \| \|                                                               | \| \|                                                               | \| \|                                                           | \| \|                                                           | \| \| |
| ------------------------------------------------------------------- | ------------------------------------------------------------------- | --------------------------------------------------------------- | --------------------------------------------------------------- | ----- |
| ¼ دينار أردني معدني (2012)                                          |                                                                     |                                                                 |                                                                 |       |
| الوجه : 1/4 QUARTER DINAR THE HASHEMITE KINGDOM OF JORDAN ربع دينار | الوجه : 1/4 QUARTER DINAR THE HASHEMITE KINGDOM OF JORDAN ربع دينار | العكس : عبدالله الثاني ابن الحسين ملك المملكة الأردنية الهاشمية | العكس : عبدالله الثاني ابن الحسين ملك المملكة الأردنية الهاشمية |       |
| الكتلة 7.4 غ                                                        | المعدن نيكل - نحاس أصفر                                             | القطر 26.5 مم                                                   | السُمك 2 مم                                                      |       |
| المصمم(ون)                                                          | المصمم(ون)                                                          | الحواف ملساء                                                    | الحواف ملساء                                                    |       |
| الطرازات 2012                                                       | الطرازات 2012                                                       | القيمة الاسمية 0.25 دينار أردني                                 | القيمة الاسمية 0.25 دينار أردني                                 |       |
|                                                                     |                                                                     |                                                                 |                                                                 |       |

| \| \|                                                               | \| \|                                                               | \| \|                                                           | \| \|                                                           | \| \| |
| ------------------------------------------------------------------- | ------------------------------------------------------------------- | --------------------------------------------------------------- | --------------------------------------------------------------- | ----- |
| ¼ دينار أردني معدني (2019)                                          |                                                                     |                                                                 |                                                                 |       |
| الوجه : 1/4 QUARTER DINAR THE HASHEMITE KINGDOM OF JORDAN ربع دينار | الوجه : 1/4 QUARTER DINAR THE HASHEMITE KINGDOM OF JORDAN ربع دينار | العكس : عبدالله الثاني ابن الحسين ملك المملكة الأردنية الهاشمية | العكس : عبدالله الثاني ابن الحسين ملك المملكة الأردنية الهاشمية |       |
| الكتلة 7.4 غ                                                        | المعدن نيكل - نحاس أصفر                                             | القطر 26.5 مم                                                   | السُمك 2 مم                                                      |       |
| المصمم(ون)                                                          | المصمم(ون)                                                          | الحواف ملساء                                                    | الحواف ملساء                                                    |       |
| الطرازات 2019                                                       | الطرازات 2019                                                       | القيمة الاسمية 0.25 دينار أردني                                 | القيمة الاسمية 0.25 دينار أردني                                 |       |
|                                                                     |                                                                     |                                                                 |                                                                 |       |

| \| \|                                                               | \| \|                                                               | \| \|                                                           | \| \|                                                           | \| \| |
| ------------------------------------------------------------------- | ------------------------------------------------------------------- | --------------------------------------------------------------- | --------------------------------------------------------------- | ----- |
| ¼ دينار أردني معدني (2021)                                          |                                                                     |                                                                 |                                                                 |       |
| الوجه : 1/4 QUARTER DINAR THE HASHEMITE KINGDOM OF JORDAN ربع دينار | الوجه : 1/4 QUARTER DINAR THE HASHEMITE KINGDOM OF JORDAN ربع دينار | العكس : عبدالله الثاني ابن الحسين ملك المملكة الأردنية الهاشمية | العكس : عبدالله الثاني ابن الحسين ملك المملكة الأردنية الهاشمية |       |
| الكتلة 7.4 غ                                                        | المعدن نيكل - نحاس أصفر                                             | القطر 26.5 مم                                                   | السُمك 2 مم                                                      |       |
| المصمم(ون)                                                          | المصمم(ون)                                                          | الحواف ملساء                                                    | الحواف ملساء                                                    |       |
| الطرازات 2021                                                       | الطرازات 2021                                                       | القيمة الاسمية 0.25 دينار أردني                                 | القيمة الاسمية 0.25 دينار أردني                                 |       |
|                                                                     |                                                                     |                                                                 |                                                                 |       |

## الإصدارات التذكارية
| \| مرور 25 عاما على تأسيس منظمة الأغذية والزراعة العالمية (الفاو) \|                | \| مرور 25 عاما على تأسيس منظمة الأغذية والزراعة العالمية (الفاو) \|                | \| مرور 25 عاما على تأسيس منظمة الأغذية والزراعة العالمية (الفاو) \| | \| مرور 25 عاما على تأسيس منظمة الأغذية والزراعة العالمية (الفاو) \| | \| مرور 25 عاما على تأسيس منظمة الأغذية والزراعة العالمية (الفاو) \| |
| ----------------------------------------------------------------------------------- | ----------------------------------------------------------------------------------- | -------------------------------------------------------------------- | -------------------------------------------------------------------- | -------------------------------------------------------------------- |
| ربع دينار أردني معدني (1969)                                                        |                                                                                     |                                                                      |                                                                      |                                                                      |
| الوجه : THE HASHEMITE KINGDOM OF JORDAN 1389 - 1969 QUARTER DINAR - ربع دينار F.A.O | الوجه : THE HASHEMITE KINGDOM OF JORDAN 1389 - 1969 QUARTER DINAR - ربع دينار F.A.O | العكس : الحسين بن طلال ملك المملكة الأردنية الهاشمية                 | العكس : الحسين بن طلال ملك المملكة الأردنية الهاشمية                 |                                                                      |
| الكتلة 30 غ                                                                         | المعدن فضة 0.999                                                                    | القطر 46 مم                                                          | السُمك                                                                |                                                                      |
| المصمم(ون)                                                                          | المصمم(ون)                                                                          | الحواف مسكوكة                                                        | الحواف مسكوكة                                                        |                                                                      |
| الطرازات 1969                                                                       | الطرازات 1969                                                                       | القيمة الاسمية 0.25 دينار أردني                                      | القيمة الاسمية 0.25 دينار أردني                                      |                                                                      |
| مرور 25 عاما على تأسيس منظمة الأغذية والزراعة العالمية (الفاو)                      |                                                                                     |                                                                      |                                                                      |                                                                      |

| \| العيد الخامس والعشرون للجلوس على العرش \|                                                                    | \| العيد الخامس والعشرون للجلوس على العرش \|                                                                    | \| العيد الخامس والعشرون للجلوس على العرش \|             | \| العيد الخامس والعشرون للجلوس على العرش \|             | \| العيد الخامس والعشرون للجلوس على العرش \| |
| --- | --- | -------------------------------------------------------- | -------------------------------------------------------- | -------------------------------------------- |
| ¼ دينار أردني معدني (1977)                                                                                      | |                                                          |                                                          |                                              |
| الوجه : THE HASHEMITE KINGDOM OF JORDAN THE SILVER JUBILEE OF KING HUSSEIN 1397 - 1977 ربع دينار ‏ QUARTER DINAR | الوجه : THE HASHEMITE KINGDOM OF JORDAN THE SILVER JUBILEE OF KING HUSSEIN 1397 - 1977 ربع دينار ‏ QUARTER DINAR | العكس : 1952-1977 العيد الخامس والعشرون للجلوس على العرش | العكس : 1952-1977 العيد الخامس والعشرون للجلوس على العرش |                                              |
| الكتلة 17 غ | المعدن نحاس - نيكل                                                                                              | القطر 34 مم                                              | السُمك 2.3 مم                                             |                                              |
| المصمم(ون) | المصمم(ون) | الحواف مسكوكة                                            | الحواف مسكوكة                                            |                                              |
| الطرازات 1977                                                                                                   | الطرازات 1977                                                                                                   | القيمة الاسمية 0.25 دينار أردني                          | القيمة الاسمية 0.25 دينار أردني                          |                                              |
| العيد الخامس والعشرون للجلوس على العرش                                                                          | |                                                          |                                                          |                                              |

## المسكوكات
| \| \| | \| \| | \| \|                                                | \| \|                                                | \| \| |
| --- | --- | ---------------------------------------------------- | ---------------------------------------------------- | ----- |
| ¼ دينار أردني معدني (1974) | |                                                      |                                                      |       |
| الوجه : العيد السنوي العاشر لتأسيس البنك المركزي الأردني 1964 - 1974 10TH ANNIVERSARY ربع دينار - QUARTER DINAR CENTRAL BANK OF JORDAN | الوجه : العيد السنوي العاشر لتأسيس البنك المركزي الأردني 1964 - 1974 10TH ANNIVERSARY ربع دينار - QUARTER DINAR CENTRAL BANK OF JORDAN | العكس : الحسين بن طلال ملك المملكة الأردنية الهاشمية | العكس : الحسين بن طلال ملك المملكة الأردنية الهاشمية |       |
| الكتلة 19.04 غ | المعدن فضة 0.925 | القطر 34 مم                                          | السُمك                                                |       |
| المصمم(ون) | المصمم(ون) | الحواف مسكوكة                                        | الحواف مسكوكة                                        |       |
| الطرازات 1974 | الطرازات 1974 | القيمة الاسمية 0.25 دينار أردني                      | القيمة الاسمية 0.25 دينار أردني                      |       |
| | |                                                      |                                                      |       |

## روابط خارجية
- ألبوم ربع دينار أردني
- اصدارت اوراق النقد - البنك المركزي الأردني